# Bakwa-Kalonji
Bakwa-Kalonji é uma cidade com uma população estimada de 58.092 habitantes localizada na província de Kasai, da República Democrática do Congo. A elevação da cidade é estimada em 462 metros acima do nível do mar.